# Cookie & His Cupcakes
Cookie & His Cupcakes, ook bekend als Boogie Ramblers,  was een Amerikaanse swamppopband uit Zuid-Louisiana, vooral bekend om hun hit Mathilda uit 1959, het onofficiële volkslied van swamppopmuziek.

## Bezetting
Voormalige leden
- Shelton Dunaway[3] (zang, saxofoon)
- Huey Thierry[4] (zang, saxofoon)
- Sidney Reynaud[5] (saxofoon)
- Marshall Laday[6] (gitaar)
- Ernest Jacobs[7] (piano)
- Joe Landry[8] (bas)
- Ivory Jackson[9] (drums)

## Geschiedenis
De band begon oorspronkelijk als de Boogie Ramblers, geleid door Shelton Dunaway (geboren op 1 juni 1933). Huey 'Cookie' Thierry (Roanoke, Louisiana, 13 augustus 1936 - 23 september 1997) trad in 1952 toe en deelde zang en tenorsax met Dunaway. Andere oorspronkelijke leden waren Sidney 'Hot Rod' Reynaud (tenorsax), Marshall Laday of LeDee (gitaar), Ernest Jacobs (piano), Joe 'Blue' Landry (bas) en Ivory Jackson (drums). De band was gevestigd in Lake Charles, Louisiana.
Ze begonnen te spelen in 1953 als de huisband in de Moulin Rouge Club in Lake Charles, Louisiana. In 1955 brachten de Boogie Ramblers Cindy Lou en Such As Love uit bij Goldband Records. Ze werden een populaire regionale live-act en toerden met grote namen als Jerry Lee Lewis en Fats Domino. In 1956 werd Cookie de frontman en de naam van de band werd gewijzigd in Cookie and the Boogie Ramblers. Kort daarna wisselde de band naar zijn definitieve naam, nadat hij het als scherts uit het publiek hoorde schreeuwen. In 1957 namen ze hun kenmerkende nummer Mathilda op voor Judd Records. Na de eerste moeite om het nummer opgenomen te krijgen, konden ze de studio van KAOK gebruiken. De plaat steeg begin 1959 naar nummer 47 in de Billboard-pophitlijst en wordt beschouwd als het onofficiële volkslied van het swamppop-genre. Ze volgden met een aantal hoog aangeschreven maar minder commercieel succesvolle singles tijdens de vroege jaren 1960, waaronder Belinda, Betty and Dupree en Got You on My Mind. De laatste bereikte de Billboard Hot 100 in mei 1963. Ze zouden ook opnemen voor Khourys Records.
In augustus 1965 verhuisde Thierry naar Los Angeles om buiten de muziekindustrie te werken en verliet de Cupcakes om zonder hen verder te gaan. Cookie werd als leadzanger vervangen door Little Alfred (of "Lil' Alfred") Babino (5 januari 1944, Lake Charles - 14 november 2006). Met Ernest Jacobs als bandleider ging de band enkele jaren door maar verspreidde zich begin jaren 1970.
Thierry werd herontdekt tijdens de vroege jaren 1990 en speelde op toevallige bluesfestivals, herenigd met de rest van de band, tot zijn overlijden in 1997. Daarna bleef de band, onder leiding van Lil 'Alfred, optreden in clubs in Louisiana en Zuidoost-Texas. Babino stierf in zijn woonplaats in Lake Charles in 2006. Op 25 juni 2019 vermeldde The New York Times Magazine Cookie en zijn Cupcakes onder honderden artiesten wier materiaal naar verluidt werd vernietigd tijdens de Universal Fire van 2008.